# Río Lagartos

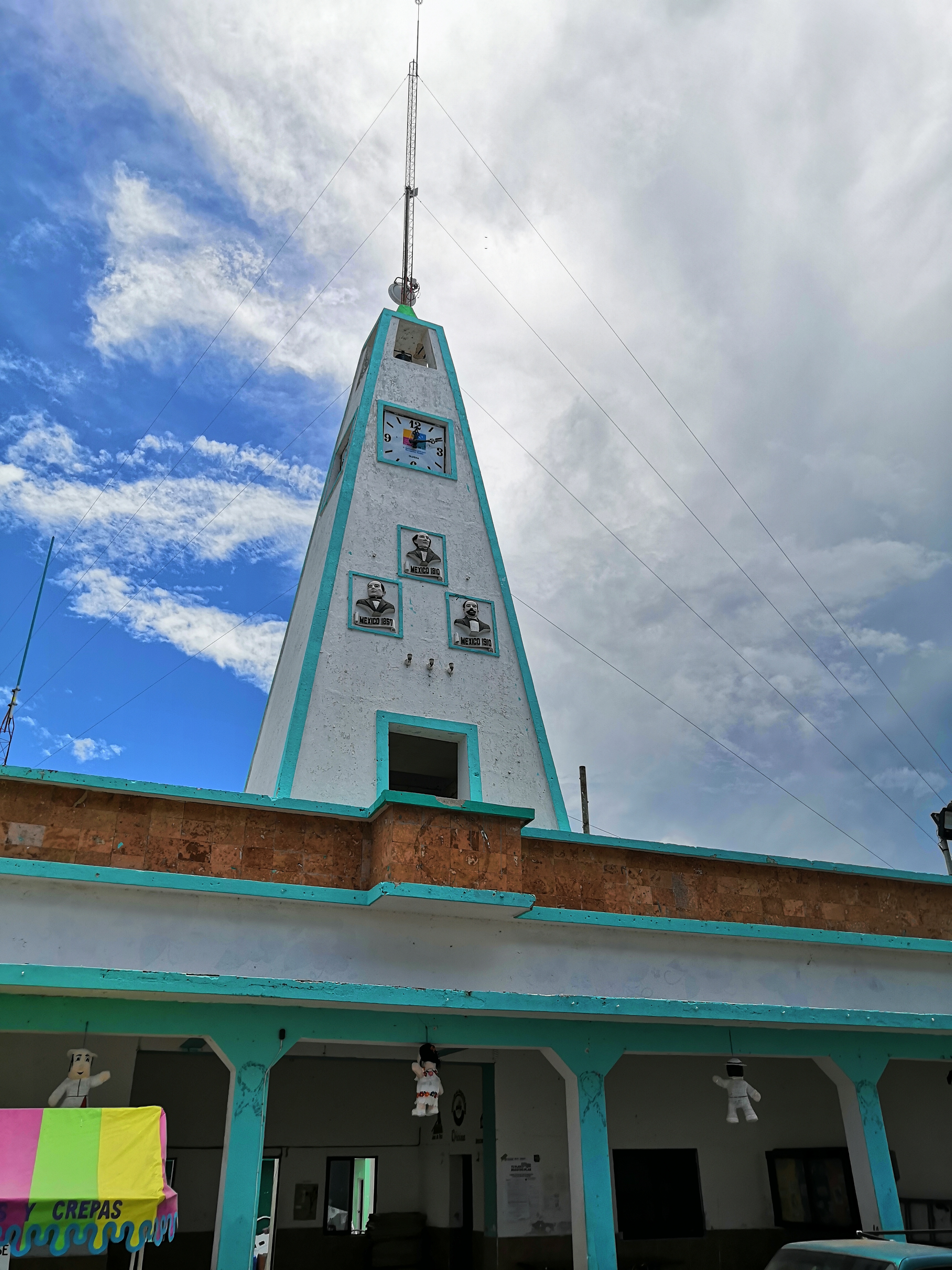
Palacio Municipal de Río Lagartos, sede del Ayuntamiento del municipio y oficina del Alcalde.

Río Lagartos es una localidad costera de Yucatán en México, cabecera del municipio homónimo, ubicado en el litoral norte de la península de Yucatán, al oeste del municipio de Tizimín. El nombre en idioma maya de esta localidad era Holkoben, mismo que se usó durante mucho tiempo después de la conquista por parte de los españoles.

## Localización
La localidad de Río Lagartos se encuentra en la región denominada litoral norte del estado de Yucatán, 165 km al oriente del puerto de Progreso.

## Datos históricos
Pedro Mártir de Anglería, en su estudio cartográfico De Orbis Novo de 1511, señaló la zona y la denominó Río de Lagartos. Bernal Díaz del Castillo relató en su Historia verdadera de la conquista de la Nueva España que durante uno de los viajes de exploración la tripulación había tenido necesidad de proveerse de agua dulce y, creyendo que se trataba de un río, había decidido explorarlo. A medida que avanzaron hacia el interior, se dieron cuenta de la gran cantidad de cocodrilos que había, y lo nombraron como Río de los Lagartos.
Se sabe que había población maya antes de la conquista de Yucatán en toda la región, que perteneció al cacicazgo o jurisdicción de Chikinchel.

## Turismo
El ecoturismo se ha convertido en una de las actividades principales de la región. La zona de manglares de Río Lagartos y la reserva ambiental protegida cercana, denominada Ría Lagartos, constituye un ámbito natural que atrae una gran cantidad de turistas locales y extranjeros principalmente europeos y en menor medida estadounidenses y latinos.